# 石河内稔勝
石河内 稔勝（いしごうち としかつ、1928年8月25日 - 2014年6月15日）は、日本の政治家、実業家。広島県沖美町議会副議長、広島県沖美町商工会長、広島県沖美町長を務めた。

## 来歴
広島県沖美町（現・江田島市）に生まれる。広島県立広島第二中学校（現・広島県立広島観音高等学校）を卒業後、外務省・文部省共同所管の南洋協会が運営する南洋学院に入学する。南洋学院在学中に終戦となり、その後内地の新制大学への転校を認められ、中央大学法学部に在籍する。
1977年から広島県沖美町議会議員選挙に5回連続当選を果たす。在任中に町議会の副議長を2度（1985年・1993年）務めた。1991年5月に広島県沖美町商工会長に就任し
1998年11月の広島県沖美町長選挙で現職を破り第5代広島県沖美町長となる。
退任後はイシゴウチグループ会長を務める。長男はイシゴウチグループ代表の石河内寛麿。